# Клук
Клук (чеш. Kluk) је мало село које припада граду Подјебради у округу Нимбурк, у Средњочешком крају, Чешка Република.

## Становништво
Према подацима о броју становника из 2001. године насеље је имало 554 становника.